# Bai Keming
Bai Keming (chinesisch 白立忱; * Oktober 1943 in Jingbian, Provinz Shaanxi) ist ein chinesischer Politiker der Kommunistischen Partei Chinas (KPCh), der unter anderem zwischen 2001 und 2002 Sekretär des Komitees der Kommunistischen Partei Chinas der Provinz Hainan sowie von 2002 bis 2007 Sekretär des KPCh-Parteikomitees der Provinz Hebei war.

## Leben
Bai Keming, Angehöriger des Han-Volkes, begann nach dem Schulbesuch 1962 ein Studium an der Fakultät für Raketentechnik des Militärtechnischen Instituts der Volksbefreiungsarmee, welches er 1968 beendete. Im Anschluss arbeitete er von 1968 bis 1970 im Amt für Metallurgie und Geologie in Harbin und unterrichtete zwischen 1970 und 1973 als Dozent am Harbin Schiffbau-Institut. Während er von 1973 bis 1978 Mitarbeiter des Komitees der Nationalen Verteidigungsindustrie in der Provinz Shaanxi war, wurde er 1975 Mitglied der KPCh. 1978 wechselte er in Ministerium für Bildung und war dort zwischen 1978 und 1986 erst stellvertretender Leiter und darauf Vize-Leiter einer Abteilung im Generalbüro. Daraufhin war er von 1986 bis 1989 sowohl stellvertretender Direktor des Generalbüros des Bildungsministeriums als auch Mitglied der Staatlichen Bildungskommission. 1989 war er kurzzeitig Sekretär sowie danach zwischen 1989 und 1992 Leiter der Abteilung für Bildung, Wissenschaft, Kultur und öffentliche Gesundheit des Forschungsbüros des Staatsrates.
Im Anschluss war Bai von 1993 bis 2000 stellvertretender Leiter der Abteilung Propaganda des Zentralkomitees (ZK der KPCh) und im September 1997 Delegierter beim XV. Parteitag der Kommunistischen Partei Chinas. Während er von 2000 bis 2001 stellvertretender Leiter des Generalbüros des ZK sowie Präsident von der Tageszeitung Renmin Ribao war, ein Parteiorgan der KPCh und mit einer Auflagenhöhe von etwa 2,5 Millionen Exemplaren neben Cankao Xiaoxi eine der zwei größten Zeitungen der Volksrepublik China, war er auch Vorsitzender des Ständigen Ausschusses des Volkskongresses der Provinz Hainan. Als Nachfolger von Du Qinglin übernahm er im August 2001 die Funktion als Sekretär des Komitees der Kommunistischen Partei Chinas der Provinz Hainan und hatte diese bis zu seiner Ablösung durch Wang Qishan am 23. November 2002 inne. Zugleich war er zwischen 2001 und 2002 Mitglied des Ständigen Ausschusses des Parteikomitees der Provinz Hainan.
Auf dem XVI. Parteitag im September 2002 wurde Bai Keming zum Mitglied des ZK der KPCh gewählt und gehörte diesem Führungsgremium bis September 2007 an. Am 23. November 2002 löste er Wang Xudong als Sekretär des KPCh-Parteikomitees der Provinz Hebei ab und verblieb in dieser Funktion bis zum 31. August 2007, woraufhin Zhang Yunchuan seine Nachfolge antrat. Zugleich war er zwischen 2003 und 2007 Vorsitzender des Ständigen Ausschusses des Volkskongresses der Provinz Hebei. Zuletzt fungierte er von 2008 bis 2013 als Vorsitzender des Ausschusses für Bildung, Wissenschaft, Kultur und Gesundheit des Nationalen Volkskongresses.

## Weblink
- Bai Keming (chinavitae.com) (Memento vom 26. September 2020 im Internet Archive)